# Juliana Moechtar
Juliana Moechtar (nacida el 1 de mayo de 1989) es una actriz y modelo indonesia. Empezó su carrera como modelo en 2005 antes de iniciarse en la actuación. También emergió como una de las finalistas del evento de 2010 Princess Indonesia. Asimismo, ha modelado para canales televisivos de su país natal, entre ellos Trans TV.
Estuvo casada con el popular baterista de la banda Seventeen, Herman Sikumbang, quien falleció en diciembre de 2018 como consecuencia del tsunami del estrecho de la Sonda.